# MEMETOOUR
memetoour（メメタァ）は、日本のロック・バンドである。

## 概要
- 2009年10月、西沢成悟（Vo.）が旧メンバーとともに高校の軽音楽部にて結成。現在、東京を中心に全国で活動中[2][3]。
- キャッチコピーは「君がッ泣くまで歌うのをやめないッ!」[2]。
- 2019年からTHE BONSAI RECORDSに所属。2020年に1st フルアルバム『いつかの僕が見た夢』を、2022年に2ndフルアルバム『優しさが世界を一つにしたって』をそれぞれリリース[2]。
- メンバーが複数回入れ替わっているが、2018年から現在の4名で活動している。4人の出会いは、新宿歌舞伎町のライブハウス「新宿 Marble」である。[4]

## バンド名変遷
- 2024年7月、旧バンド名の「メメタァ」から現在の「memetoour」に表記名を変更（読み方に変更は無し）。バンド名を変更した理由は、高校生ノリのような名前を背負っていることに違和感があったため[5]。
- 新バンド名の「memetoour」は、「me, me too, our」を組み合わせて作られており、『「僕」一人で作った音楽を（me）、メンバー、スタッフ、聴く人みんなの、自分も一緒にやりたいという気持ちに支えられて（me too）、僕らというバンドになる（our）』という意味が込められている[5]。

## メンバー

### 西沢成悟（Vo./Gt.）
- 6月5日生まれ、O型[6]
- memetoourのボーカル、ギター、作詞を担当。
- メガネをかけている。「memetoourってあのメガネのボーカルのバンドか」と言われることが多かったため、「メガネをかけてなくても、自分の音楽は揺るがない」という思いを込めて「僕がメガネをとったら」という曲を作成。こちらの曲がバンド史に残るほどヒットし代表曲のようになったため、「memetoourってあのメガネの」と言われることが増えたと言う。[6]
- 弾き語り等、ひとりで活動することもある。

### 工藤快斗（Gt./Cho.）
- 9月20日生まれ、O型
- memetoourのギター、コーラスを担当。
- 2015年に前ギターの高野が脱退してから、数か月のサポート期間を経て、2016年4月23日にベースのカワギシタカユキとともに正式にmemetoourに加入。[7]
- memetoour加入前には、SELFISHというバンドでギターを担当していた。SELFISHとmemetoourはたびたび対バンしており、西沢成悟・工藤快斗は19歳のころからお互いを知っていた。[3]

### カワギシタカユキ（Ba./Cho.）
- 5月7日生まれ、B型
- memetoourのベース、コーラスを担当。
- 2015年に前ベースの吉田が脱退してから、数か月のサポート期間を経て、2016年4月23日にギターの工藤とともに正式にmemetoourに加入。[7]
- カワギシとmemetoourの交流のきっかけは、サンライズ太陽が主催したmemetoourのコピーバンドである。西沢成悟の曲が好きだったサンライズ太陽は、memetoour好きのバンドマンを集めてスタジオでコピバンを結成。第2回コピバンのベーシストを務めたのがカワギシタカユキであった。[8]

### サンライズ太陽（Dr./Gt.）
- 7月17日生まれ、A型
- memetoourのドラム、コーラスを担当。
- 2018年に前ドラムの田中が脱退してから、サポートとして数回のライブに出演後、2018年7月18日に正式にmemetoourに加入。
- 2025年3月20日の「近松祭」以降、バンド活動をおやすみしている。[9]自身のSNSのプロフィールでは、「父活休中」と表現されている。おやすみ期間中は、名前を「サンライズ太陽」から「サンセット太陽」に改名している。[10]
- 2025年7月26日のムロフェス出演に伴い、SNSの表示名が「サンライズ太陽」に再度変更された。

## 略歴
| 2009年 | - 高校の軽音楽部にて結成。 |
| 2015年 | - Gt.高野、Ba.吉田が脱退。 |
| 2016年 | - Gt.工藤快斗（ex.SELFISH）、Ba.カワギシタカユキ（ex.NOGIKU）が数か月のサポート期間を経て正式加入。 |
| 2017年 | - 1st Mini AL「TO BE CONTINUED...」を全国リリース。 - 自主レーベルとしてHAMON RECORDSを設立。 |
| 2018年 | - Dr.田中が脱退。 - Dr.サンライズ太陽（ex.THE抱きしめるズ）がサポートとして数回ライブに出演し、正式加入。 - 現4人体制初の音源「間違い探シンドローム E.P」（会場限定盤）をリリース。 - 新宿Marbleにてキャリア初のワンマンライブ「メメタァ・ザ・ワールド Vol.11」を開催。 |
| 2019年 | - 音楽レーベルTHE BONSAI RECORDSに仮所属。 - 新宿Marble / Motionにて自主企画サーキットイベント「メメフェス」を開催。 - 現4人体制2作目「インスタントソングE.P」をリリース。それに伴い、初の全国ツアー「メメタァのこたえあわせツアー」を開催。                            |
| 2020年 | - THE BONSAI RECORDSに正式に所属。 - キャリア初のフルアルバム「いつかの僕が見た夢」を全国リリース。 - 「メメフェス2020」を新宿Marble/Motion/MARZの3会場で開催。 |
| 2021年 | - 「メメフェス2021」を新宿LOFT / LOFT BAR / Marbleの3会場で開催。 |
| 2022年 | - 「メメフェス2022」を新宿LOFT、LOFT BAR、Marble、MARZの4会場で開催。 - ワンマンライブ「メメタァ・ザ・クアトロ」を渋谷CLUB QUATTROにて開催。 - 2ndフルアルバム「優しさが世界を一つにしたって」を全国リリース。                                                          |
| 2023年 | - 「メメフェス2023」を新宿LOFT、LOFT BAR、Marble、MARZの4会場で開催。 - 『メメタァLIVE TOUR 2023「ボクのリズムを聴いてくれ」』を開催。 |
| 2024年 | - 「メメフェス2024」を4会場で開催。 - バンド名をmemetoourに改名。 - ワンマンライブ「me,me too, our」を渋谷CLUB QUATTROにて開催。 |
| 2025年 | - 「メメフェス2025」を5会場で開催。 - 渋谷CLUB QUATTROで開催された「近松祭」をもって、Dr.サンライズ太陽が休業期間入り。 - それに伴い、名前を「サンセット太陽」に改名。                                                                                                  |

## ディスコグラフィ
本節の出典
| 発売日     | 規格             | タイトル                       | 収録曲 |
| 2012.09.12 | デモ音源         | ドグチャァ                     | 1. ワールド 2. 遠隔操作 3. ハンバーグ・ハンバーグ 4. 悪魔城 5. 目、目がぁ 6. ディス・イズ・ミュージック(LIVE) 7. 雨がやんだら(LIVE) |
| 2012.12.26 | 1st SG           | ザ・ワールド                   | 1. ザ・ワールド 2. 星に願いを 3. ディス・イズ・ミュージック |
| 2013.03.16 | 2nd SG           | 雨がやんだら                   | 1. 雨がやんだら 2. 小さなギター 3. ハンバーグ・ハンバーグ |
| 2013.06.25 | 3rd SG           | テレキャスター                 | 1. テレキャスター 2. 僕らが解散したって |
| 2013.08.27 | 4th SG           | 大学生の唄                     | 1. 大学生の唄 2. かくれんぼ 3. 台風のゆくえ |
| 2014.08.08 | 5th SG           | ディスコビート                 | 1. ディスコビート 2. ロックンロール 3. バイバイ |
| 2016.04.23 | 6th SG           | I wanna be                     | 1. I wanna be 2. おさけ 3. バンドワゴン |
| 2016.12.11 | 7th SG           | ハイライト                     | 1. ハイライト 2. 自転車 |
| 2017.02.22 | 1st Mini AL      | TO BE CONTINUED...             | 1. ハイライト 2. そんなもんさ 3. 無地のT 4. ピストル 5. その他 6. 僕らが解散したって |
| 2018.02.17 | 8th SG           | 僕がメガネをとったら           | 1. 僕がメガネをとったら 2. お前のバンド 3. I wanna be (ライブでやったらVer.) 4. 東京スカイツリー (ライブでやったらVer.) 5. ロックンロール (ライブでやったらVer.)                                                                                         |
| 2018.04.11 | 1st 弾き語り音源 | バイトリーダー                 | 1. バイトリーダー 2. つるかめクリニック 3. 麦茶 4. 名画 5. 妹の彼氏 |
| 2018.11.28 | 1st EP           | 間違い探シンドローム           | 1. 間違い探シンドローム 2. 少年 3. やんなっちゃうよな 4. ザ・ワールド -Part 3- |
| 2019.7.6   | 2nd EP           | インスタントソング             | 1. ケロフォビア 2. インスタントソング 3. クモの糸 4. I wanna be -アンコール- |
| 2019.11.17 | 2nd 弾き語り音源 | トイレットペーパー             | 1. トイレットペーパー 2. ドライフラワー 3. 話がしたい 4. wall around |
| 2020.2.5   | 1st Full AL      | いつかの僕が見た夢             | 1. 君が泣くまで 2. デイドリーマー 3. 僕がメガネをとったら 4. クモの糸 5. 少年 6. 間違い探シンドローム 7. コンパス 8. ザ・ワールド 9. ケロフォビア 10. やんなっちゃうよな 11. ケルン 12. I wanna be 13. インスタントソング 14. 東京スカイツリー 15. O.M.M |
| 2020.6.21  | 配信限定         | wall around                    | 1. wall around |
| 2021.4.21  | 配信限定         | ロスタイム                     | 1. ロスタイム |
| 2021.5.19  | 配信限定         | 春風                           | 1. 春風 |
| 2021.6.26  | 配信限定         | ドライフラワー                 | 1. ドライフラワー |
| 2021.7.24  | 配信限定         | life goes on                   | 1. life goes on |
| 2022.3.30  | 2nd Full AL      | 優しさが世界を一つにしたって   | 1. ノーペイン 2. 光の向こうに 3. ドライフラワー 4. 春風 5. ソリチュード 6. 全能感と勘違い 7. ほっといてくれ 8. stay blue 9. life goes on 10. ロスタイム 11. もっと遠く、君の近くまで                                                                     |
| 2024.05.01 | mini album       | OF BY FOR                      | 1. OF BY FOR 2. アイロニー 3. 耳たぶ 4. アンブレラ 5. DON'T YOU THINK? 6. フィスト |
| 2024.09.14 | 配信シングル     | スクールカーストアウトサイダー | |
| 2024.10.12 | 配信シングル     | 付き合ってることは内緒にして   | |
| 2024.11.02 | 配信シングル     | シーサイド                     | |
| 2025.07.26 | 配信シングル     | SUNRISE                        | |

## ミュージックビデオ・ライブ映像

### ミュージックビデオ[16]
| 公開日     | 監督・編集                  | 曲名                           |
| 2017/1/20  | TAKU YOSHIOKA               | ハイライト                     |
| 2018/4/18  | 西沢成悟                    | 僕がメガネを取ったら           |
| 2018/10/27 | アフガンRAY                 | ザ・ワールド-Part 3-           |
| 2019/1/18  | アフガンRAY                 | 間違い探シンドローム           |
| 2019/2/17  | カワギシタカユキ            | 少年                           |
| 2019/6/24  | アフガンRAY                 | インスタントソング             |
| 2020/1/15  | 松田直也                    | デイドリーマー                 |
| 2020/03/03 | 吉田ハレラマ                | 東京スカイツリー               |
| 2020/05/24 | 西沢成悟・カワギシタカユキ  | wall around                    |
| 2021/04/11 | 向井康起                    | やんなっちゃうよな             |
| 2021/04/21 | 留置太輔(TOKYO COLORS TEC)  | ロスタイム                     |
| 2021/05/19 | 小口勝一                    | 春風                           |
| 2021/06/23 | 鶴岡良(CRAZY WEST MOUNTAIN) | ドライフラワー                 |
| 2021/07/24 | オカダトウイチロウ          | life goes on                   |
| 2022/03/23 | 留置太輔(TOKYO COLORS TEC)  | 光の向こうに                   |
| 2022/04/17 | 小口勝一                    | ソリチュード                   |
| 2022/08/07 | カワギシタカユキ            | もっと遠く、君の近くまで       |
| 2023/05/03 | 留置太輔(木工団地)          | ブルースドライバー             |
| 2024/05/02 | 加藤マニ                    | DON'T YOU THINK?               |
| 2024/10/02 | 小口勝一                    | スクールカーストアウトサイダー |
| 2024/10/21 | 小口勝一                    | 付き合ってることは内緒にして   |
| 2024/11/16 | 小口勝一                    | シーサイド                     |

### ライブ映像
| 公開日    | 曲名                 |
| 2018/9/1  | 僕がメガネをとったら |
| 2018/9/14 | ロックンロール       |
| 2019/4/1  | I wanna be           |
| 2019/4/16 | 少年                 |